# Карнеги, Чарльз, 11-й граф Саутеск
Ча́рльз Алекса́ндр Ба́ннерман Ка́рнеги, 11-й граф Сауте́ск (англ. Charles Alexander Bannerman Carnegie, 11th Earl of Southesk; 23 сентября 1893, Эдинбург, Шотландия, Великобритания — 16 февраля 1992, Брикин, Шотландия, Великобритания) — британский аристократ и супруг принцессы Мод, внучки короля Эдуарда VII. 

## Биография
Чарльз Александр родился 23 сентября 1893 года в Эдинбурге. Его отцом был Чарльз Карнеги, 10-й граф Саутеск (1854—1941), сын 9-го графа Саутеск (1827—1905) и леди Кетрин Гамильтон (1829—1855). Мать —  Этель Мария Елизавета Баннерман (1868—1947), дочь сэра Александра Баннермана из Эльсика, 9-го баронета (1823—1877) и леди Арабеллы Дианы Саквиль-Уэст (1835—1869). В 1905 году его отец унаследовал графский титул, а Чарльз получил титул лорда Карнеги, который носил до смерти отца. Он получал образование в Итонском колледже и Королевском военном училище в Сандхерсте. Служил в британской армии, став шотландским гвардейцем. В 1917—1919 годах лорд Карнеги был адъютантом вице-короля Индии. В 1926 году получил Королевский Викторианский орден.
12 ноября 1923 года Чарльз женился на Её Высочестве принцессе Мод Александре Виктории Джорджине Берте, второй дочери покойного к тому времени Александра Даффа, 1-го герцога Файф и Луизы, Королевской принцессы Великобритании, старшей дочери короля Эдуарда VII и Александры Датской. Свадьба прошла в Королевской военной часовне, Веллингтонские казармы, Лондон. Свой титул Мод получила в 1905 году от своего деда. После брака она оставила своей титул и была известна как леди Карнеги. У супругов родился один сын:

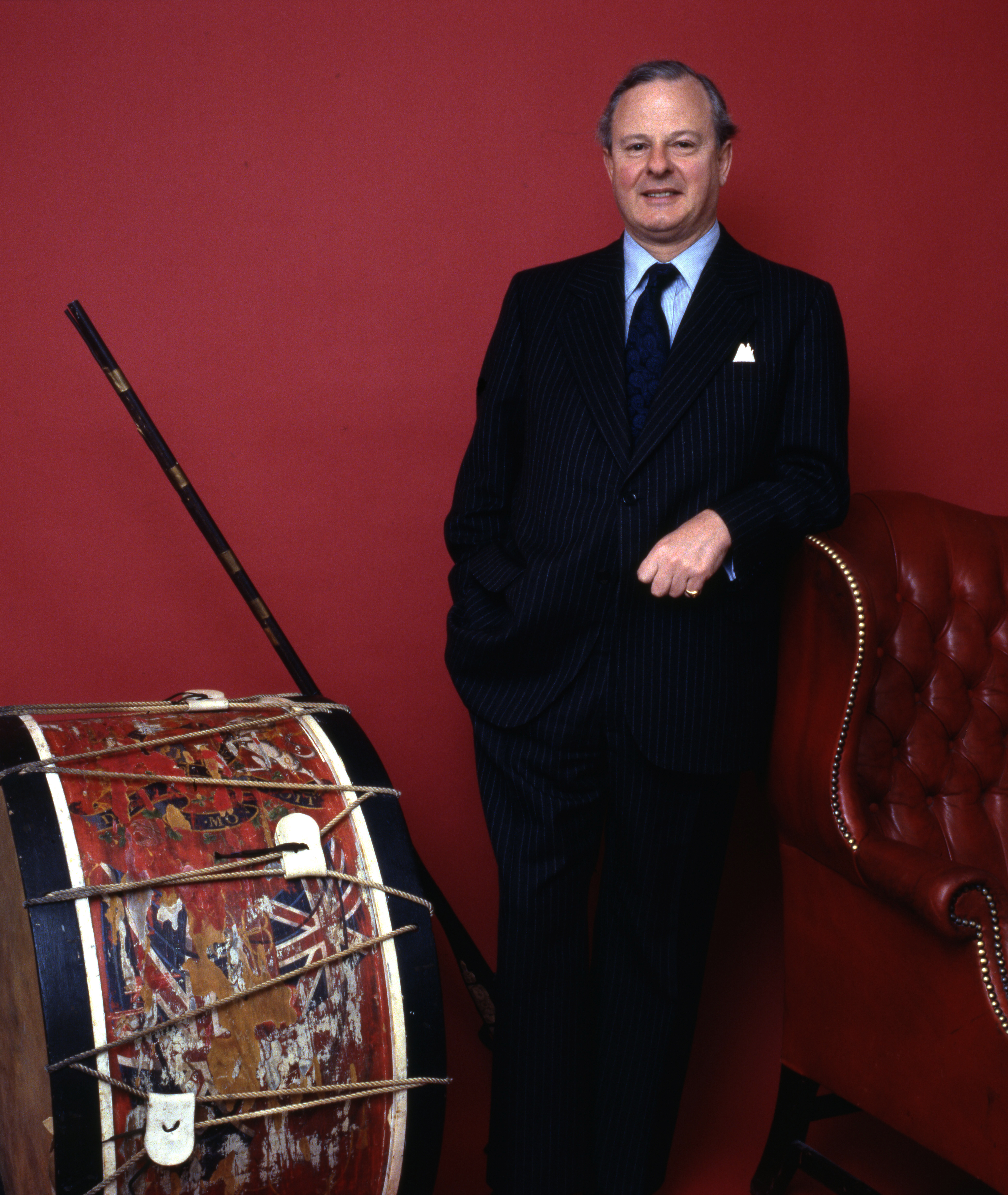
Единственный сын супругов Джеймс

- Дже́ймс Джо́рдж Алекса́ндр Ба́ннерман Ка́рнеги (23.09.1929—22.06.2015) — 12-й граф Саутеск и 3-й герцог Файф; был женат на Кэ́ролайн Дьюа́р[англ.] с 1956 года; в 1966 году развелись; от брака родились дочь Александра[англ.] (род. 1959) и сын Дэвид (род. 1961).

Чарльз с супругой проживали в городе Арброт. Лорд Карнеги дружил с Арчибальдом Рамсей, который основал патриотический антисеминтский «Правый клуб», куда вступил и Чарльз. Отвечая на вопросы о членстве в клубе через много лет, Чарльз говорил, что не знал всех целей клуба, однако подхватил идеи Рамсея, которого считал патриотом своей страны.
10 ноября 1941 года супруги стали графом и графиней Саутеск после смерти 10-го графа. Он также получил место в палате лордов Великобритании. Чарльз с супругой считались членами королевской семьи, хотя не выполняли никаких официальных обязанностей. Они принимали участие в коронации короля Георга VI в 1937 году. Мод умерла от бронхита в 1945 году. 16 мая 1952 года он вступил во-второй брак с Эвелин Джулией Уильямс-Фриман (1909—1992). Свадьба прошла во дворце Сконе. Эвелин ранее была замужем за майором Эдвардом Фицджеральдом Кэмпбеллом и имела от брака сына. Во-втором браке детей не было. Сын Чарльза от первого брака в 1959 году получил титул герцога Файф от своей тёти принцессы Александры.
Чарльз Карнеги умер 16 февраля 1992 года в возрасте 98 лет в шотландском городе Брихин. Его сын унаследовал титул 12-го графа Саутеск. Он и его потомки находятся в линии наследования британского престола как потомки Софии Ганноверской.